# Juan Paleólogo (Tesalónica)
Juan Paleólogo (en griego: Ἰωάννης Παλαιολόγος; Tesalónica, c. antes de 1419 - después de 1423) fue un príncipe bizantino.

## Biografía
Se presume que Juan era el hijo mayor de Andrónico Paleólogo, déspota y gobernador de Tesalónica desde 1408. Por lo tanto, sería nieto del emperador Manuel II y de Helena Dragaš. Al igual que su padre, también ostentaba el título de déspota, como atestigua un documento de 1419.
Ante la enorme amenaza otomana, Andrónico cedió su feudo de Tesalónica a los venecianos el 13 de septiembre de 1423. Juan acompañó a su padre al exilio en Mantinea. Se desconoce qué fue de él tras su retiro al monasterio. En 1428, el nuevo déspota de Morea, su tío Constantino Paleólogo, lo nombró comandante de las fortalezas de Pilos e Itome.